# GAZ-67
El GAZ-67 y su posterior modelo GAZ-67.B eran un modelo de vehículo todoterreno de tracción a las cuatro ruedas, producido por la empresa rusa GAZ entre 1943 y 1953. Era el equivalente soviético del Jeep Willys.

## Características
El modelo GAZ-67 era un desarrollo del modelo anterior GAZ-64. Una de sus principales mejoras era un ancho de vías más amplio, de 1.446 mm. Además, tenía el chasis reforzado y un tanque de gasolina más amplio, entre otras mejoras. Poseía un motor de gasolina de 3280 cc y 54 CV de potencia, y alcanzaba una velocidad máxima de 90 km/h. 
El modelo GAZ-67 se produjo entre 1943 y 1944, fecha en la que se introdujo el modelo GAZ-67.B, que tenía alguna mejora mecánica.
Este vehículo fue ampliamente utilizado en las guerras de Corea e Indochina.

## Especificaciones técnicas[2]
- Años de producción: de 1943 a 1944 (GAZ-67); de 1944 a 1953 (GAZ-67B).
- Cantidad fabricada: 92.843 unidades (sólo 4.851 en 1943-1945).
- Tracción: 4x4
- Motor: GAZ de gasolina, 4 cilindros en línea de 54 hp, 3.280 cc de cilindrada.
- Dimensiones: longitud: 3,35 m, ancho: 1,68 m, altura: 1,70 m
- Distancia entre ejes: 1,85 m (GAZ-67), 2,10 m (GAZ-67B).
- Caja de cambios: 4 velocidades x 2 ejes
- Peso: 1.320 kg
- Velocidad máxima: 90 km/h
- Capacidad del depósito de combustible: 70 L
- Consumo de combustible: 15 l cada 100 km.